# Orthophorie
Mit Orthophorie bezeichnet man eine ideale Stellung der Sehachsen beider Augen zueinander. Eine Orthophorie liegt vor, wenn nach Unterbrechung des beidäugigen Sehens (bspw. durch Zudecken eines Auges mit der flachen Hand oder den Abdecktest) die Gesichtslinien beider Augen auf ein Fixierobjekt gerichtet bleiben. Demgegenüber besteht eine Heterophorie, wenn in dieser Situation eine Abweichung von einer relativen Ruhelage und gemeinsamen Blickrichtung erfolgt. Da dies bei fast allen Menschen der Fall ist, stellt die Orthophorie einen (selten erreichten) Idealzustand dar.